# Khurshed Alam Khan
Pour les articles homonymes, voir Khan (homonymie).
 (novembre 2017).
Si vous disposez d'ouvrages ou d'articles de référence ou si vous connaissez des sites web de qualité traitant du thème abordé ici, merci de compléter l'article en donnant les références utiles à sa vérifiabilité et en les liant à la section « Notes et références ».
Khurshed Alam Khan, né le 5 février 1919 et mort le 20 juillet 2013, est un politicien indien et un haut dirigeant du Congrès national indien. Il est le premier musulman à servir en tant que ministre au ministère des Affaires extérieures indien.
Il est aussi gouverneur de Goa de 1989 à 1991 et gouverneur de Karnataka de 1991 à 1999.
Il est à deux reprises chancelier de l'université Jamia Millia Islamia, une première fois de 1985 à 1990 et une seconde fois de 1995 à 2001[réf. nécessaire].

## Biographie

### Jeunesse et formation
Khurshed Alam Khan est né le 5 février 1919 dans le village de Pitaura (district de Farrukhabad de l'Uttar Pradesh). Il poursuit ses études à l'Université d'Agra en tant qu'étudiant du St John's College, où il obtient un baccalauréat avec distinction et une maîtrise en histoire. Il rejoint ensuite l'université de Pennsylvanie, aux États-Unis, où il suit des études de gestion.

### Début de carrière
Khan devient membre du conseil d'administration du Dr. Zakir Husain Memorial College, New Delhi, puis président du conseil d'administration de l'Institut d'ingénierie de la YMCA à Faridabad. Il s'intéresse à l'université Jamia Millia Islamia de Delhi.

### Vie privée et famille
Les domaines d'intérêt de Khrushed Alam Khan sont l'éducation, le tourisme, les transports et le développement urbain. La lecture et l'horticulture sont des passe-temps auxquels il consacre beaucoup de temps.
Khurshed Alam Khan est le gendre de Zakir Hussain, le troisième président de l'Inde, ayant épousé sa fille aînée Saeeda Khurshid. Khan est le père de Salman Khurshid, ancien ministre des Affaires étrangères de l'Inde, et de trois filles, Rehana Mishra, Nilofer Menon et Anjum Shirazi. Il a aussi plusieurs petits-enfants et arrière-petits-enfants.

### Carrière politique
C'est grâce aux efforts de Khan au Parlement de l'Inde qu'une loi est promulguée pour que la Jamia Milia Islamia devienne une université indépendante. Khurshed Alam Khan est également chancelier de cette université, une première fois de 1985 à 1990 et une seconde fois de 1995 à 2001.
Khurshed Alam Khan siège au parlement plus de 15 ans comme membre du Rajya Sabha et du Lok Sabha, comme membre du Rajya Sabha (Chambre haute) de 1974 à 1984 puis membre de la 8e législature de la Lok Sabha (Chambre basse) de 1984 à 1989, comme représentant de la circonscription de Farrukhabad. Il occupe les postes des affaires extérieures, du tourisme, de l'aviation civile, des textiles et du commerce comme membre du Conseil des ministres de l'Union.
En tant que ministre des Affaires extérieures, il fait de nombreuses tournées dans le monde et prend plusieurs fois la parole aux séances de l'ONU et du Conseil de sécurité. Il préside la Conférence des ministres des Affaires étrangères des pays non alignés, à Delhi et à Luanda. En 1988, il représente l'Inde à la Convention du Parti républicain des États-Unis.
Il quitte son siège au Lok Sabha lorsqu'il est nommé gouverneur de Goa le 18 juillet 1989. Il exerce aussi les fonctions de gouverneur du Maharashtra, du Karnataka à partir du 6 janvier 1991, et du Kerala.